# 奉天市政公所

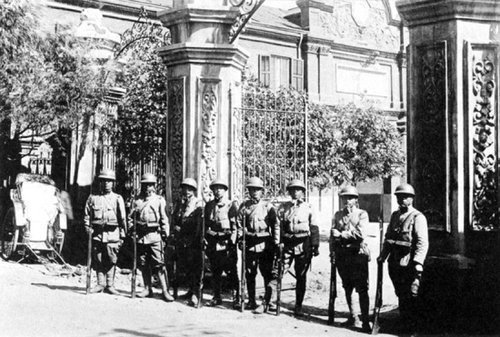
由日军把守的奉天市政公所

奉天市政公所是沈阳市最早的正规市政领导机关，创立于1923年5月。1929年4月，因奉天市改名沈阳市，更名为沈阳市政公所。1931年，九一八事變时解体:27，被奉天市政公署接管。

## 历史沿革
民国初年，奉天省城的建设依然由商业局、警察局、建筑局、公用局多个部门负责，它们彼此间并无隶属，所以往往相互推诿和掣肘，根本无法适应加快城市发展的现实要求。奉天市政公所在这样的背景下成立。
1923年五月，奉天省长公署设立奉天市政公所筹备处:27。时任奉天省代省长王永江负责筹划。同年七月，省长公署令筹备处迁于前法政学堂旧址。八月，筹备处奉令改为奉天市政公所。当代研究者认为，奉天市政公所的性质是奉天省长公署在省城办理市政公务的分支机构，并不具备独立的行政职能:27。
1928年12月，东北易帜。3月1日，东北政务委员会遵照南京中央政治会议决议，改奉天市为沈阳市。4月12日，东北政务委员会将奉天市政公所更名为沈阳市政公所:27。